# Normanby, Papua Nya Guinea

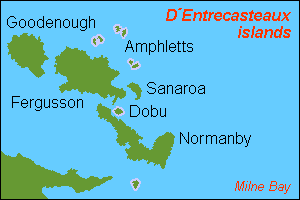
Översiktskarta.

Normanby (även Duau) är huvudön i D’Entrecasteaux-öarna som tillhör Papua Nya Guinea i västra Stilla havet.

## Geografi
Normanby utgör en del av Milne Bay-provinsen och ligger endast cirka 15 km nordöst om Nya Guinea som den sydligaste ön av området. Dess geografiska koordinater är 10°00′ S och 151°10′ Ö.
Ön är av vulkaniskt ursprung och har en area om ca 1036 km² och är cirka 73 km lång och mellan 4 och 28 km bred. Naturen bjuder på lågland, träskmark och bergsområden med en högsta höjd Prevost Range på cirka 1150 m ö.h.
Befolkningen uppgår till cirka 50 000 invånare. Huvudorten Esa’ala, där de flesta bor, ligger på öns nordvästra del.
Normanby kan endast nås med båt då ön saknar flygplats.

## Historia
D'Entrecasteaux-öarna har troligen bebotts av polynesier sedan cirka 1500 f.Kr. De upptäcktes tillsammans med Trobriandöarna av den franske kaptenen Joseph d'Entrecasteaux 1793 under sökandet efter de La Pérouse.
1873 utforskades och kartlades ögruppen av den brittiske kaptenen John Moresby med fartyget "HMS Basilisk".
Åren 1914 till 1916 samt 1917 till 1918 utförde  antropologen Bronisław Malinowski studier av befolkningen på D'Entrecasteaux-öarna och på Trobriandöarna.
1942 till 1943 ockuperades ögruppen av Japan.